# St. Pankratius (Garzweiler)

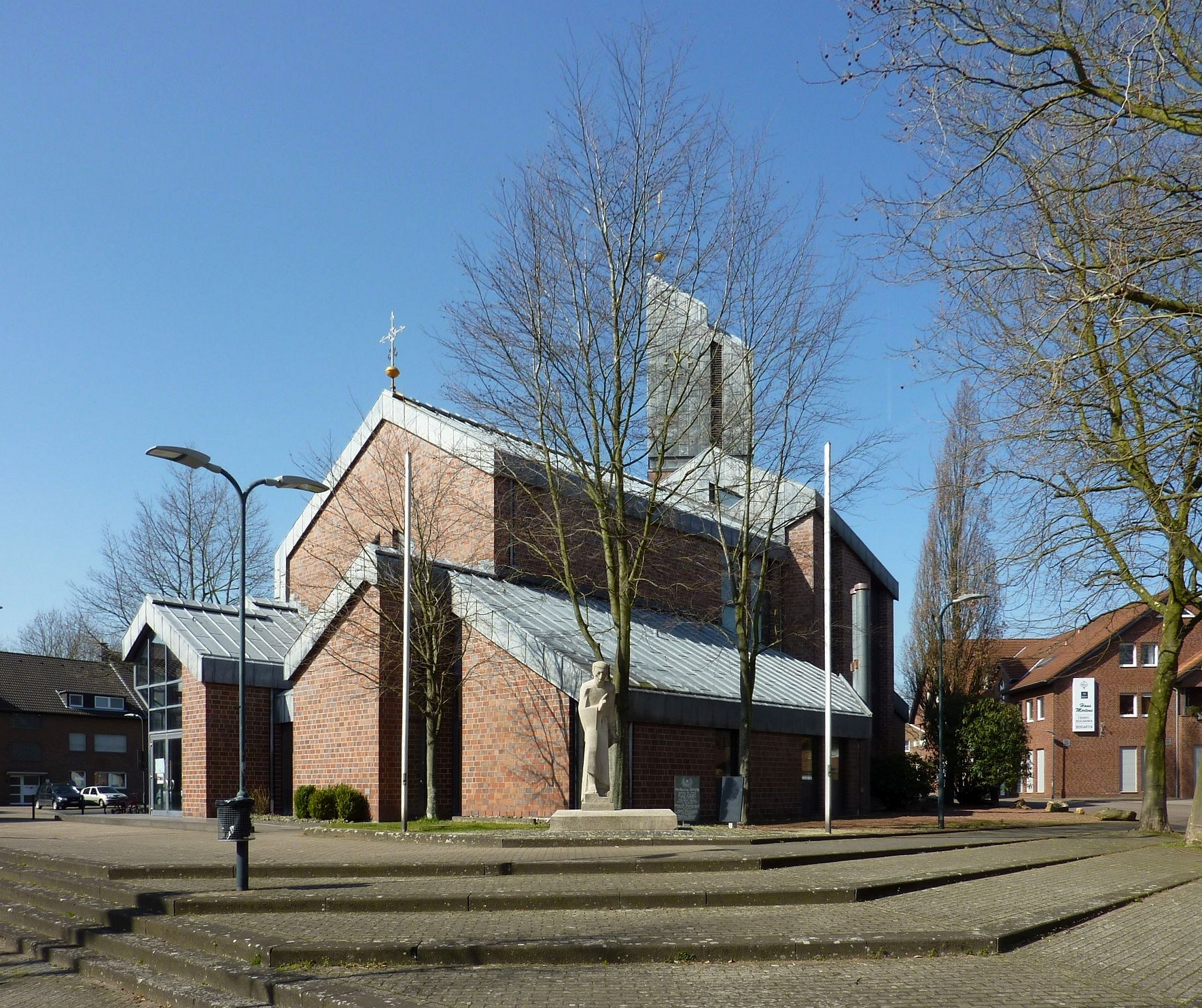
St. Pankratius in Garzweiler

St. Pankratius ist eine römisch-katholische Filialkirche in Garzweiler, einem Stadtteil der Stadt Jüchen im Rhein-Kreis Neuss in Nordrhein-Westfalen. Sie wurde zwischen 1987 und 1988 nach Plänen von Günter Quasten und Franz-Anton Lenze erbaut. Kirche und Ort gehören zur Pfarre St. Jakobus Jüchen.

## Geschichte

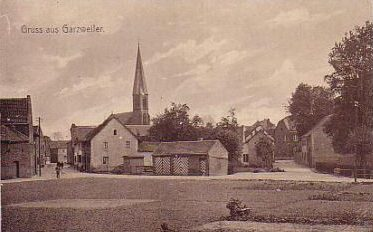
Im Hintergrund ist die Pfarrkirche von Alt-Garzweiler zu sehen.

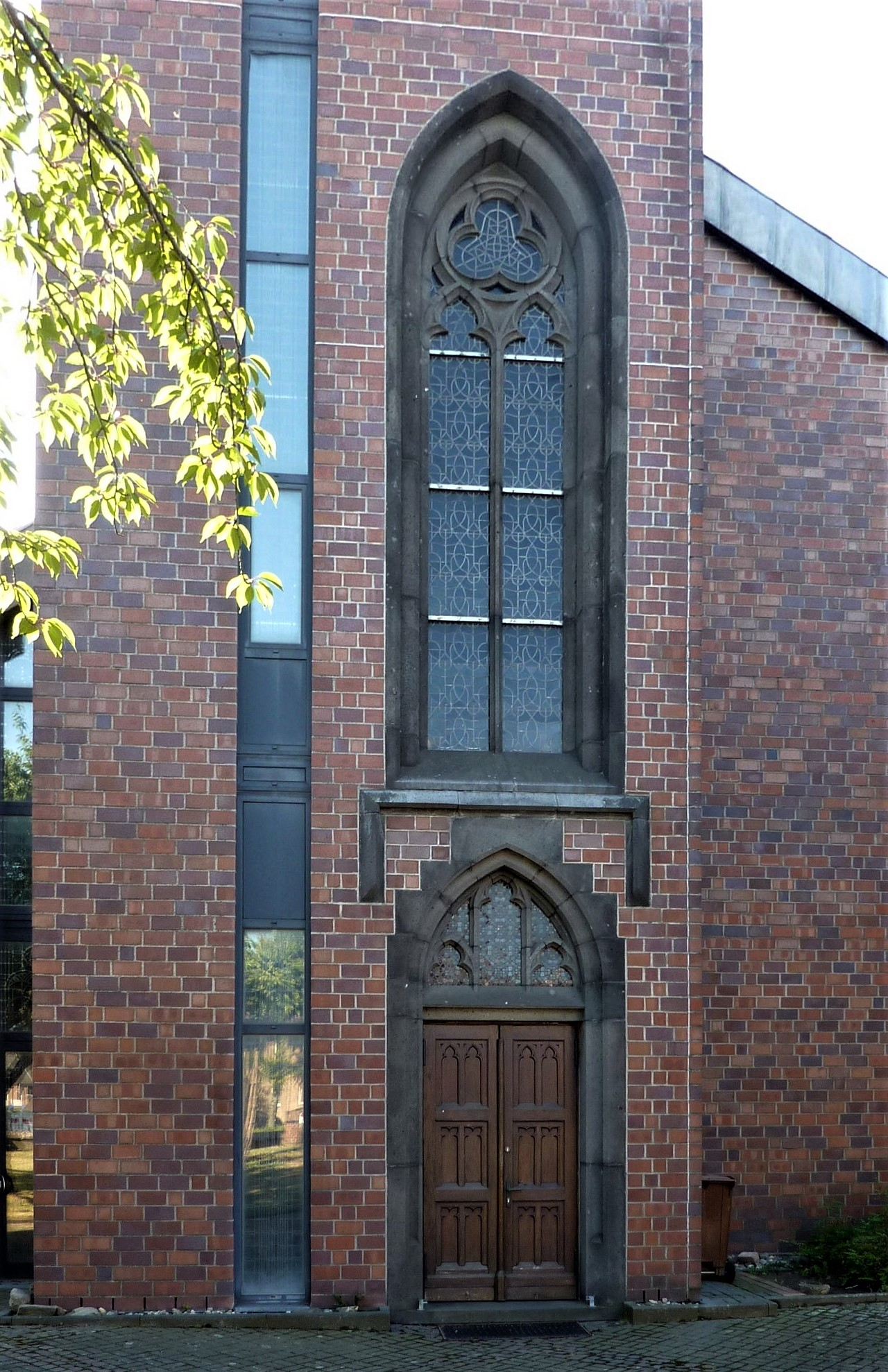
Hauptportal aus der alten Kirche

Der Ortsüberlieferung nach soll Garzweiler ursprünglich zur Pfarre Keyenberg gehört haben. Im Jahr 1290 war ein Priester namens Alard in Garzweiler tätig, damals gehörte Garzweiler zur Pfarre Gustorf und ein kleiner Teilbereich an der "Langen Straße" zur Pfarre Hochneukirch. In einem Visitationsprotokoll aus dem Jahr 1550 heißt es, dass in Garzweiler alle Sakramente bis auf die Taufe und die Letzte Ölung gespendet werden dürfen, was auf eine gewisse Selbstständigkeit hinweist. Endgültig eigenständige Pfarrei wurde Garzweiler wohl im Verlauf des 16. Jahrhunderts. Kollator der Kirche war bis zur Französischen Revolution der Herzog von Jülich. 
1312 bestand in Garzweiler bereits eine Kapelle, die in der Folgezeit mehrfach umgebaut wurde und um 1600 schließlich zur Pfarrkirche erhoben wurde. Mitte des 19. Jahrhunderts war die alte Pfarrkirche baufällig und zu klein geworden, weshalb ein Abriss und Neubau beschlossen wurde. So entstand von 1858 bis 1860 eine neue Pfarrkirche nach Plänen des bekannten Architekten Friedrich von Schmidt. Entstanden war eine dreischiffige und vierjochige Hallenkirche in Formen der Neugotik mit einem fünfseitig geschlossenen Chor im Osten und einem achteckigem, vorgebauten Glockenturm im Westen. Die Kirchweihe fand am 2. Mai 1867 statt. Die Garzweiler Pfarrkirche zählte zu den bemerkenswertesten neugotischen Kirchen der Region. Rund 120 Jahre später musste der ganze Ort Garzweiler mitsamt der Pfarrkirche dem fortschreitenden Tagebau Garzweiler weichen. Die letzte Heilige Messe mit Profanierung fand am 21. Mai 1988 statt. 1989 wurde die neugotische Kirche abgerissen, 2006 wurde Garzweiler komplett abgebaggert. (Standort der Vorgängerkirche in Alt-Garzweiler: 51° 4′ N, 6° 30′ O)
Als Ersatz wurde am Umsiedlungsstandort Neu-Garzweiler zwischen 1987 und 1988 die heutige Kirche errichtet. 1984 entwarfen die Grevenbroicher Architekten Günter Quasten und Franz-Anton Lenze die heutige Kirche. Baubeginn war mit dem ersten Spatenstich am 28. Mai 1987. Bereits ein Jahr darauf war das neue Gotteshaus fertiggestellt und konnte am 7. Mai 1988 durch den Aachener Bischof Klaus Hemmerle geweiht werden. Als architektonisches Element wurde aus dem Turm der alten Kirche das neugotische Hauptportal mit dem darüberliegenden Fenster in den neuen Turm eingebaut.
Die Pfarre wurde zum 1. Januar 2010 aufgelöst. Seitdem ist Garzweiler eine Filialgemeinde der Pfarre St. Jakobus der Ältere Jüchen.

## Baubeschreibung
St. Pankratius ist eine unregelmäßige Halle aus Backstein mit einem viergeschossigen Glockenturm im Nordwesten. Die Decke des Kirchenschiffs steigt zum Altarraum hin an, der zweiseitig geschlossen ist. Zwischen der Nordseite des Altarraums und der nordöstlichen Außenwand befindet sich eine Werktagskapelle.

## Ausstattung
In der Kirche befinden sich einige Ausstattungsstücke, die aus der Kirche im alten Garzweiler stammen. Dazu zählen neugotische Ausstattungsstücke wie das Orgelprospekt, der Marienaltar, das Chorgestühl von 1880, die aus dem gleichen Jahr stammende Kanzel, das Triumphkreuz von 1886, die Heiligenfiguren sowie die 14 Kreuzwegstationen aus dem Jahr 1860. Der Taufstein stammt aus der Vorvorgängerkirche und wurde 1661 geschaffen. Zudem wurden aus der alten Kirche 10 Buntglasfenster des Künstlers Jakob Melchior eingesetzt, die zwischen 1950 und 1960 entstanden sind.
Der Zelebrationsaltar  wurde 2003 von Tischlermeister Stefan Haupt aus dem Holz der über 100-jährigen Buche aus dem Pfarrgarten von Alt-Garzweiler geschaffen, die im Zuge der Umsiedlung gefällt werden musste.

## Glocken
Im Glockenturm befindet sich ein vierstimmiges Geläut. Die größte und zugleich jüngste Glocke ist eine Bronze-Glocke und wurde 1988 gegossen. Die anderen drei Glocken bestehen aus Gussstahl und wurden aus der alten Kirche übernommen.
| Nr. | Name             | Gussjahr | Gießer                                          | Durchmesser (mm) | Gewicht (kg, ca.) | Schlagton (HT-1/16) | Inschrift |
| --- | ---------------- | -------- | ----------------------------------------------- | ---------------- | ----------------- | ------------------- | --------- |
| 1   | Michael          | 1988     | Fa. Petit & Gebr. Edelbrock, Gescher            | 1472             | 2180              | cis′ +3             | –         |
| 2   | Gedächtnisglocke | 1921     | Bochumer Verein für Gußstahlfabrikation, Bochum | 1430             | 1200              | dis′ +3             | –         |
| 3   | –                | 1921     | Bochumer Verein für Gußstahlfabrikation, Bochum | 1260             | 810               | fis′ +3             | –         |
| 4   | –                | 1921     | Bochumer Verein für Gußstahlfabrikation, Bochum | 1100             | 622               | gis′ +3             | –         |

## Pfarrer
Folgende Priester wirkten bislang bis zur Auflösung der Pfarre 2010 als Pfarrer an St. Pankratius:
| von – bis | Name            |
| --------- | --------------- |
| 1929–1933 | Jakob Birgel    |
| 1933–1946 | Adam Ball       |
| 1946–1965 | Karl Kittler    |
| 1965–2007 | Michael Schmitz |
| 2007–2010 | Ulrich Clancett |